# Срешћемо се вечерас
Срешћемо се вечерас је југословенски филм из 1962. године. Режирао га је Франтишек Чап, а сценарио је написао Милан Николић.

## Радња
Јоца је студент музике који долази на фестивал са нумером Срешћемо се вечерас.
Њега у хотелу случајно замене за познатог диригента што он без размишљања прихвата.
Наравно, ситуација се брзо закомпликује...

## Улоге
| Глумац         | Улога           |
| -------------- | --------------- |
| Јанез Чук      | Јоца            |
| Метка Оцвирк   | Вера            |
| Борис Бузанчић | Милан Бојанић   |
| Ирена Просен   | Нада            |
| Виктор Старчић | Доктор Петровић |
| Мија Алексић   | Рецепционер     |
| Руса Бојц      |                 |
| Златко Мадунић |                 |
| Драго Макуц    |                 |
| Антун Налис    | Грађанин        |
| Борис Краљ     |                 |
| Данило Турк    |                 |

Остале улоге  ▼
| Глумац          | Улога |
| --------------- | ----- |
| Марјан Краљ     |       |
| Аленка Светел   |       |
| Смиљан Розман   |       |
| Јуре Фурлан     |       |
| Митја Пипан     |       |
| Матеј Грм       |       |
| Борис Синигој   |       |
| Душан Прибил    |       |
| Татјана Ремскар |       |